# Православие в Литве
Православие в Литве — вторая по численности религиозная конфессия Литвы после католичества. Численность православных составляет около 140 тысяч (5 % населения). В настоящее время представлено Виленской и Литовской епархией Московского патриархата. Также на территории Литвы 1 мая 2023 года был учреждён экзархат Вселенского патриархата.

## История

### До образованияВеликого княжества Литовского
По замечанию современного литовского академика З. Зинкявичюса, восточнохристианская волна в Литве в XI—XIV веках «…была чрезвычайно интенсивной и оставила глубокие следы в истории всего литовского народа. (…) До Литвы она дошла намного раньше, чем западная волна христианства. (…) Восточное христианство сильно повлияло на формирование мировоззрения и культуру литовского народа задолго до официального крещения Литвы. (…) Видимо, и инициаторы введения в Литве христианства западного обряда, великие князья Ягайло и Витовт, до того также были крещены по восточному обряду». Католическое крещение Литвы в конце XIV века З. Зинкявичюс называет «в принципе, уже повторным».

### После образованияВКЛиЛитовской митрополии
Подробнее см.: Литовская митрополия, Галицкая митрополия, Киевская митрополия

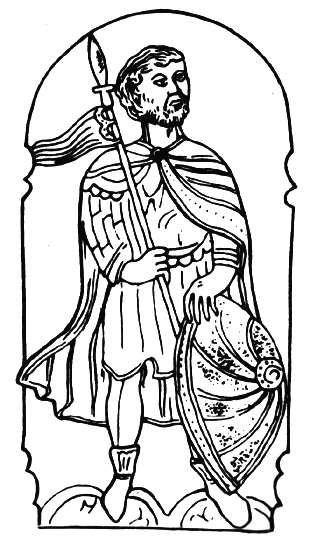
Изображение святого на окладе Лавришевского Евангелия.

Достоверно известно, что православными были второй великий князь литовский Войшелк (правил в 1264—1267) и следующий великий князь литовский (зять Войшелка) — Шварн Даниилович (1267—1269). Православными были многие родственники и приближенные великих князей литовских: например, по сообщению литовской летописи, православным был сын великого князя литовского Тройденя (1270—1282) Римунд; а по сообщению галицко-волынской летописи, все четыре брата Тройденя были православными. Православными были и сыновья великого князя литовского Витеня (1295—1316). По сведениям Литовской метрики, православной была сестра великого князя Гедимина, у неё был собственный монастырь в Вильне. Великий князь Войшелк около 1258 года основал близ Новгородка Лавришевский монастырь, в котором в конце XIII века был создан уникальный памятник белорусской средневековой книжности — иллюстрированное Лавришевское Евангелие, ныне хранящееся в Польше.
Со времени основания Литовской митрополии (начало XIV века) ей подчинялись православные приходы Литвы, которых на то время было немало и в этнически балтских землях Ковенщины и Вилькомирщины. Ученые (И. Марзалюк) обращали внимание на то, что русский письменный памятник «Имена всем градом русскым», созданный около 1375 года, перечисляет на Виленщине, Вилькомирщине и Ковенщине «грады»: Вильну, Мереч, Медники, Кернов, Мойшоголу, Вилькомир, Старые Троки, Новые Троки, Ковно, Пуню и Перелай; между тем, в науке доказано, что «грады» в списке «Имена всем градом» являлись центрами церковных приходов, которые платили дань митрополиту. Таким образом, не позже XIV века и в балтских землях Литвы существовала развитая сеть православных приходов. В начале XIV века в великокняжеской резиденции Троках существовали церкви св. Николая Чудотворца и Вознесения. В Вильне в первой половине XIV века было немало православных церквей.

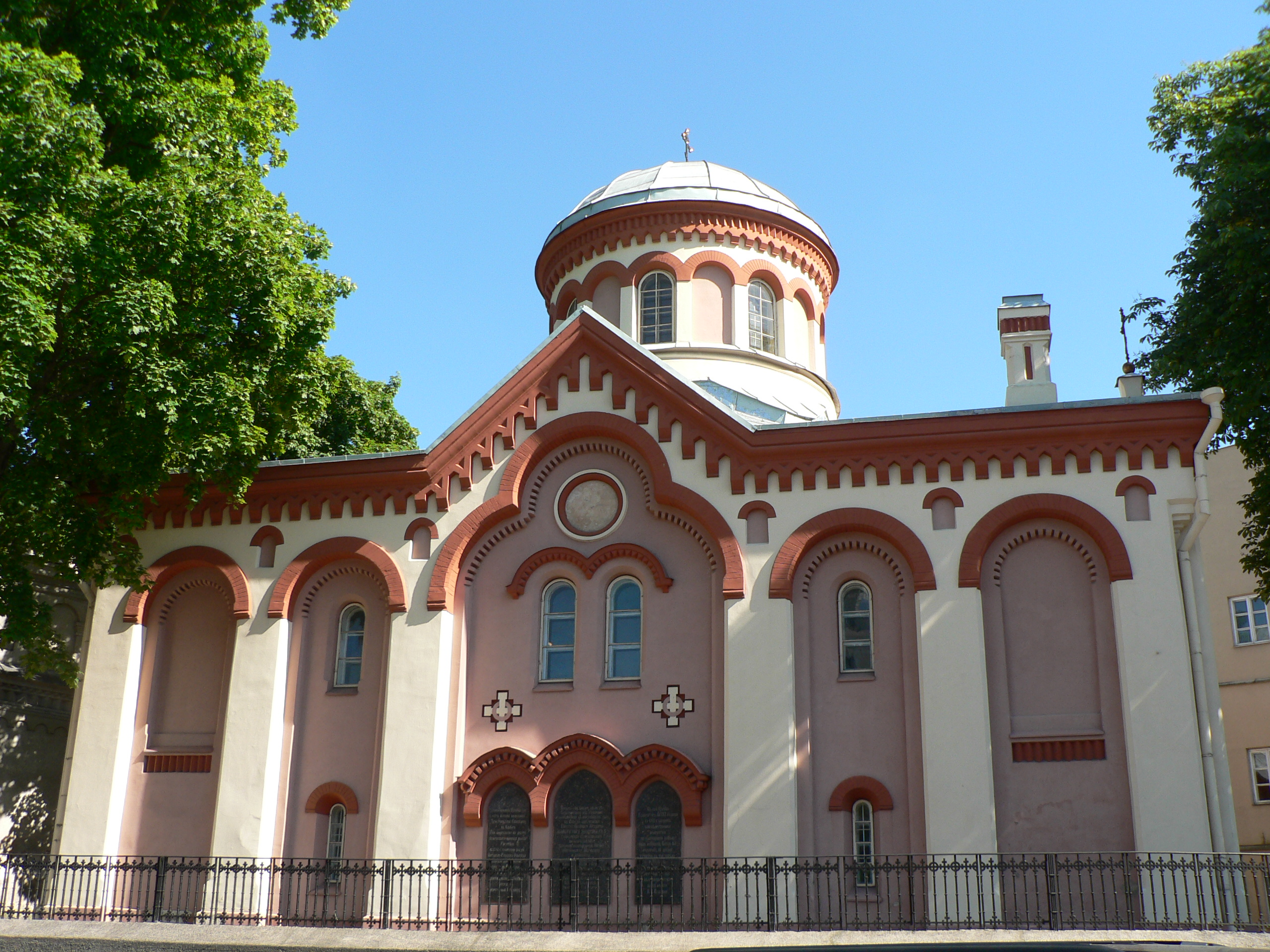
Церковь Святой Параскевы Пятницы — древнейший сохранившийся храм Вильнюса (основан в 1345 году женой великого князя Ольгерда витебской княжной Марией Ярославной).

Православие в Великом княжестве Литовском играло выдающуюся роль в высших слоях общества и культурных кругах, обеспечивая просвещение, в том числе, и балтской знати из великокняжеского окружения. Ещё в XVII веке историки отмечали, что в Литве католические ксендзы держатся старинного обычая носить бороды, как это делают православные священники, и носят меховые шапки русских бояр.
С начала XIV века (по данным Г.Гельцера, основавшегося на росписи епархий Константинопольского престола — с 1300 года) в Литве (Великом княжестве Литовском) существовала отдельная Литовская митрополия, подчиненная Константинопольскому патриархату. Периодически литовские епархии подчинялись галицким митрополитам и митрополитам Киевским и всея Руси. В 1352—1355 годах литовский митрополит носил титул митрополита «Киевского и всея Руси». В 1378—1406 годах митрополитом Киевским и всея Руси был Киприан, перед этим бывший литовским митрополитом. С 1458 года литовские епархии подчинялись киевским митрополитам (в унии до 1470), носившим титул митрополитов «Киевских, Галицких и всея Руси», до 1596 года, до отпадения киевской митрополии в унию.

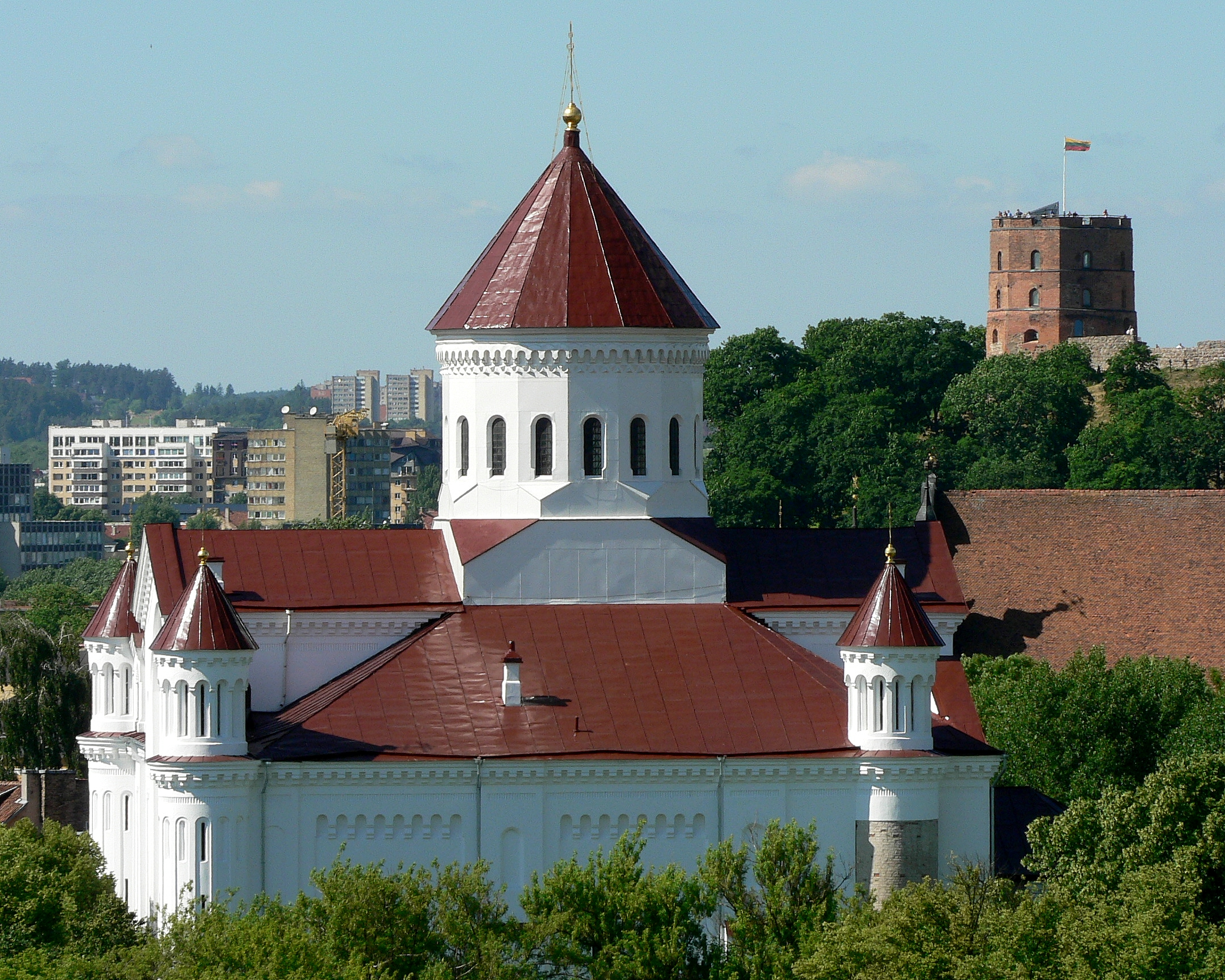
Собор Успения Богородицы в Вильнюсе, основанный великим князем Ольгердом в 1346 году. Резиденция Киево-Литовской митрополии в 15-XVI веках.

В XV—XVI веках, с утверждением на землях Литвы католичества, православные магнаты вели борьбу за свои права. 15 октября 1432 года они добились от короля Ягайлы выдачи привилея, который уравнивал православных вельмож в правах с католиками (таким образом, почти полностью прекращая дискриминационные положения Городельского привилея 1413 года). Привилеем 1434 года великого князя литовского Жигимонта Кейстутовича подтверджался привилей 1432 года; православная знать получала сословное равенство в правах с католиками, но, как и ранее, ограничивалось участие православных в высших институтах управления государством. Однако, историки указывали, что на практике и эти ограничения почти не соблюдались, так как их соблюдение в ВКЛ было практически невозможным; например, привилей 1563 года о полном допущении православных в высшие государственные институты ВКЛ (полностью распространявший на православных те же привилегии, которыми пользовались католики согласно Городельскому привилею) уже подписал действовавший на то время ряд православных высших должностных лиц государства. К тому же, в самом акте 1563 года указывалось, что несмотря на акт Ягайлы и Витовта 1413 года о допущении на высшие государственные должности только католиков, православные вельможи все это время несли верную службу и занимали ответственные государственные должности, как в Панах-Раде, так и «инде» (то есть в других государственных институтах); и этим объяснялась отмена ограничений Городельского привилея.
То, что на практике ограничительные положения Городельского привилея были практически невыполнимы, и великокняжеская власть не только понимала это, но и закрепляла юридически полное равенство православных и католиков, показывает первый Статут ВКЛ 1529 года, в первых же строках которого читаем:
«…з ласки нашое господарское хотячи обдаровати правы хрестиянскими, всим прелатом и княжатом и паном хоруговым, вельможным рыцером повышоным шляхте и всему поспольсту и их подданым, а тубылцом земли Великого князства Литовского, которого бы колвек стадла и стану были, вси их права и привиля костельные, так латинского закону, яко греческого».
В 1592 году была принята королевская грамота о том, чтобы светские власти не вмешивались в дела Православной церкви. Отдельными королевскими грамотами утверждали также православные братства в городах ВКЛ. Положение православных ухудшилось после заключения Брестской унии. В Вильне все православные храмы были переданы греко-католикам. Из-за этого в 1597 году была основана церковь Святого Духа, которая была единственным православных храмом в городе.

## Современность
В современной Литве православие в основном исповедует верующее русскоязычное население страны (8 %), в первую очередь русские, белорусы и украинцы, поэтому оно наиболее представлено в крупных городах страны: Вильнюс, Клайпеда, Висагинас. Литовцы (83 %) и поляки (7 %) в основном исповедуют католицизм. Для православных литовцев в Вильнюсе и других городах действуют православные храмы, где совершается богослужение и читаются проповеди, в том числе, и на литовском языке.
Митрополит Виленский и Литовский Иннокентий (Васильев) отмечал в 2018 году: «Формально мы, действительно, вторая по численности религиозная конфессия, но фактически мы — религиозное меньшинство. Нас всего около 4,5 %, но, несмотря на это, мы здесь не чужие, и к нам относятся с уважением, как власти, так и представители других конфессий. Мы чувствуем себя неотъемлемой частью всего общества всей страны. Главной задачей для нас является сохранение нашей духовности, традиции и всего того наследия, которое, собственно, и составляет это понятие — Православие».